# Pleurostoma
Het pleurostoma van de kop van een insect is het deel van het subgenale gebied boven de mandibel.

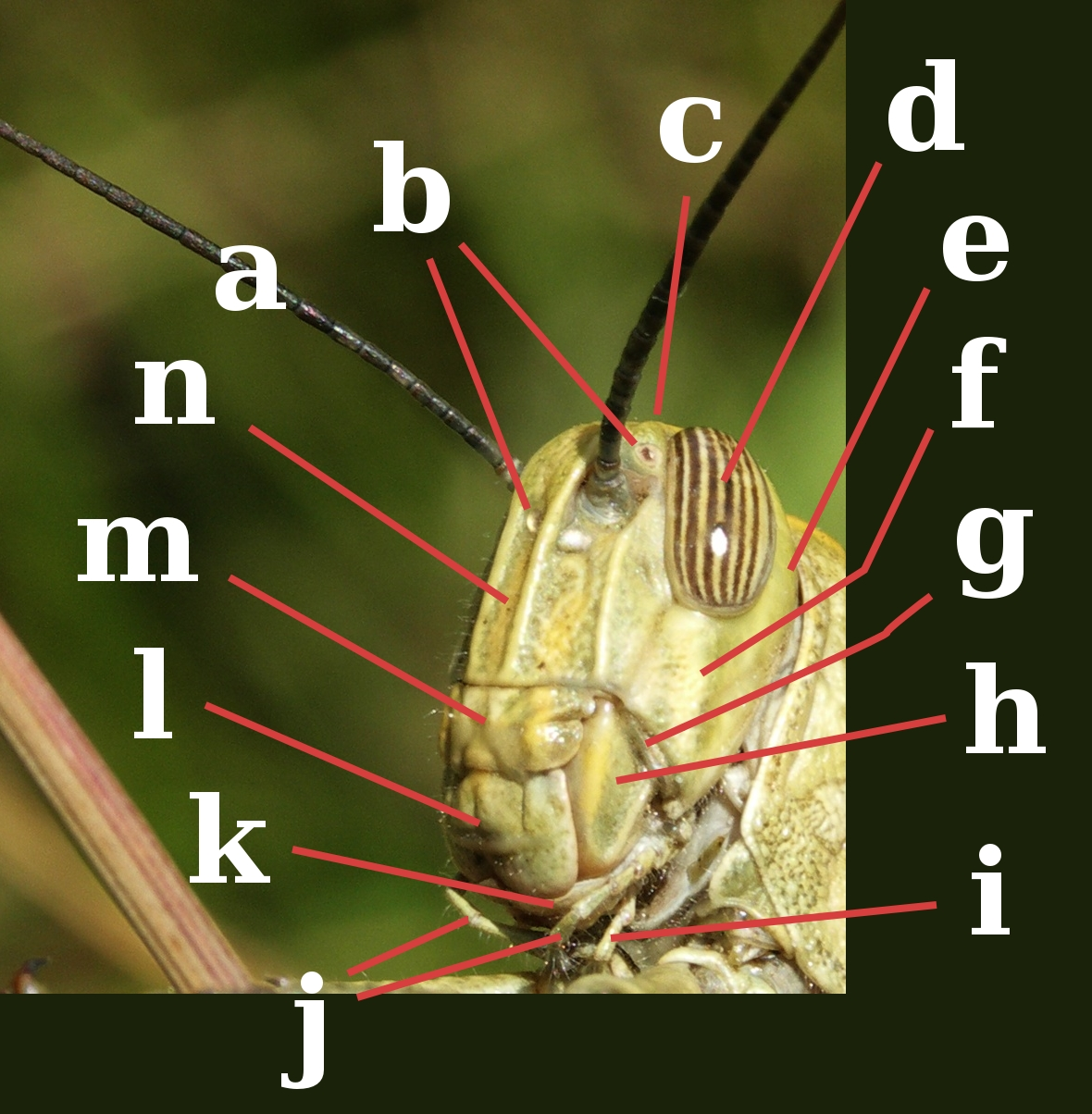
Kop van Rechtvleugeligen, Veldsprinkhanen. a:antenne; b:ocelli; c:vertex; d:samengesteld oog; e:occiput (achterkant van de kop); f:gena {wangen}; g:pleurostoma (deel van het subgenale gebied boven de mandibel); h:mandibel; i:labiale palp; j:maxillaire palpen; k:maxilla; l:labrum; m:clypeus; n:frons.
Voorkant kop